# Instytut Karolinska
Instytut Karolinska (szw. Karolinska Institutet) – uniwersytet medyczny w Solnie (regionie Sztokholm), założony w 1810. Komitet instytutu przyznaje Nagrody Nobla w dziedzinie fizjologii lub medycyny. Do Instytutu należy Szpital Karolinska. Dwa główne kampusy Instytutu znajdują się w Solnie i Huddinge. Instytut Karolinska to jeden z największych w Szwecji ośrodków badawczych w dziedzinie nauk biomedycznych. Kształci się tam około 6000 studentów i 3000 doktorantów.

## Historia
Instytut Karolinska powstał w 1810 z inicjatywy króla Karola XIII jako ośrodek kształcenia lekarzy wojskowych pod nazwą Kongl. Carolinska medico-chirurgiska institutet. W 1822 zmieniono jego nazwę na Karolinska Institutet ku czci Karola XIII.